# Liste von Sprengstoffanschlägen im Jahr 2022
Die Liste von Sprengstoffanschlägen im Jahr 2022 erfasst Anschläge mit Sprengladungen und anderen Spreng- und Brandvorrichtungen gegen Einrichtungen und Ansammlungen von Menschen, die im Jahr 2022 passierten. Zu den Formen zählen unter anderem Auto- und Rucksackbomben. Siehe auch Liste von Anschlägen auf Verkehrsflugzeuge.

## Liste
| Datum    | Ereignis                                                                                        | Ort               | Staat        | Tote      | Verletzte | Anmerkung, Quellen |
| -------- | ----------------------------------------------------------------------------------------------- | ----------------- | ------------ | --------- | --------- | ------------------ |
| 2. Jan.  | Artillerie- und Raketenangriff auf Militärbus                                                   | Syrische Wüste    | Syrien       | 5         | 20        | [ 1 ]              |
| 20. Jan. | Anschlag mit Motorradbombe auf Einkaufsviertel                                                  | Lahore            | Pakistan     | 3         | 28        | [ 2 ] [ 3 ]        |
| 20. Jan. | Anschlag mit Autobombe und Schusswaffen auf Gefängnis                                           | al-Hasaka         | Syrien       | 52 (+102) |           | [ 4 ] [ 5 ]        |
| 4. Mrz.  | Anschlag in Peschawar am 4. März 2022                                                           | Peschawar         | Pakistan     | 63 (+2)   | 196       | [ 6 ]              |
| 6. Mrz.  | Granatenangriff auf Polizisten und Zivilisten                                                   | Srinagar          | Indien       | 1         | 24        | [ 7 ]              |
| 8. Mrz.  | Selbstmordattentat auf Regierungskonvoi                                                         | Belutschistan     | Pakistan     | 5 (+1)    | 30        | [ 8 ]              |
| 24. Mrz. | Selbstmordattentate mit Autobomben auf Amina Mohamed, Geistliche und Zivilisten                 | Beledweyne        | Somalia      | 48 (+2)   | 108       | [ 9 ]              |
| 19. Apr. | Sprengstoffanschläge auf Schulen                                                                | Kabul             | Afghanistan  | 6         | 25        | [ 10 ]             |
| 21. Apr. | Sprengstoffanschlag auf Moschee                                                                 | Masar-e Scharif   | Afghanistan  | 31        | 87        | [ 11 ]             |
| 22. Apr. | Sprengstoffanschlag auf Moschee                                                                 | Kundus            | Afghanistan  | 33        | 43        | [ 12 ]             |
| 24. Apr. | Selbstmordattentate mit Autobomben auf Militärstützpunkte, Soldaten, Milizionäre und Zivilisten | Mopti, Ségou      | Mali         | 6         | 20        | [ 13 ]             |
| 24. Apr. | Selbstmordattentate mit Autobomben auf Militärstützpunkte, Soldaten und Zivilisten              | Soum              | Burkina Faso | 15        | 30        | [ 14 ]             |
| 29. Apr. | Selbstmordattentat auf Moschee                                                                  | Kabul             | Afghanistan  | 10-50+    | ~30       | [ 15 ] [ 16 ]      |
| 3. Mai   | Anschlag mit Autobomben und Schusswaffen auf Militärstützpunkt und burundische AMISOM-Soldaten  | Shabeellaha Hoose | Somalia      | 30        | 20        | [ 17 ]             |
| 26. Mai  | Granatenangriff auf Fischmarkt                                                                  | Aden              | Jemen        | 5         | 50        | [ 18 ]             |
| 5. Jun.  | Kirchenanschlag von Owo                                                                         | Owo               | Nigeria      | 40        | 61+       | [ 19 ]             |
| 20. Jun. | Anschlag mit Haftbombe auf Regierungsfahrzeug                                                   | Nangarhar         | Afghanistan  | 2         | 28        | [ 20 ]             |
| 7. Aug.  | Anschlag mit Artillerie, Drohnen, Sprengstoff und Autobomben auf Soldaten und Zivilisten        | Gao               | Mali         | 48 (+37)  | 22        | [ 21 ]             |
| 17. Aug. | Selbstmordattentat auf Moschee, Taliban-Geistlichen und Zivilisten                              | Kabul             | Afghanistan  | 21 (+1)   | 33        | [ 22 ]             |
| 19. Aug. | Anschlag mit 2 Autobomben und Schusswaffen auf Hotel                                            | Mogadischu        | Somalia      | 21 (+?)   | 117       | [ 23 ]             |
| 19. Aug. | Raketenangriff auf Markt                                                                        | al-Bab            | Syrien       | 15        | 28        | [ 24 ]             |
| 2. Sep.  | Selbstmordattentat auf sunnitische Moschee, Taliban-freundlichen Imam und Zivilisten            | Herat             | Afghanistan  | 18 (+1)   | 23        | [ 25 ]             |
| 3. Sep.  | Sprengstoffanschlag auf Militärkonvoi und Zivilisten                                            | Soum              | Burkina Faso | 35        | 37        | [ 26 ]             |
| 6. Sep.  | Anschlag mit Panzerfäusten und Schusswaffen auf STC-Kontrollpunkt und Milizionäre               | Abyan             | Jemen        | 20 (+6)   |           | [ 27 ]             |
| 23. Sep. | Anschlag mit Autobombe auf Moschee                                                              | Kabul             | Afghanistan  | 7         | 41        | [ 28 ]             |
| 26. Sep. | Anschlag auf die Nord-Stream-Pipelines                                                          | Ostsee            |              | 0         | 0         |                    |
| 30. Sep. | Selbstmordattentat auf Schule                                                                   | Kabul             | Afghanistan  | 52 (+1)   | 110       | [ 29 ]             |
| 3. Okt.  | Selbstmordattentate auf Regierungsgebäude, Gesundheits- und Finanzminister                      | Beledweyne        | Somalia      | 20 (+2)   | 36        | [ 30 ]             |
| 5. Okt.  | Selbstmordattentat auf Moschee                                                                  | Kabul             | Afghanistan  | 4 (+1)    | 25        | [ 31 ]             |
| 13. Okt. | Sprengstoffanschlag auf Bus                                                                     | Mopti             | Mali         | 11        | 53        | [ 32 ]             |
| 13. Okt. | Sprengstoffanschlag auf Militärbus                                                              | nahe Damaskus     | Syrien       | 18        | 27        | [ 33 ]             |
| 23. Okt. | Selbstmordattentat mit Autobombe und Schusswaffen auf Hotel                                     | Kismaayo          | Somalia      | 8 (+4)    | 41        | [ 34 ]             |
| 29. Okt. | Anschlag in Mogadischu am 29. Oktober 2022                                                      | Mogadischu        | Somalia      | 121+      | 350+      | [ 35 ]             |
| 13. Nov. | Bombenanschlag in Istanbul am 13. November 2022                                                 | Istanbul          | Türkei       | 6         | 81        | [ 36 ]             |
| 22. Nov. | Anschlag mit Autobombe auf Polizeigebäude                                                       | Narathiwat        | Thailand     | 1         | 30        | [ 37 ]             |
| 23. Nov. | Sprengstoffanschläge auf Bushaltestellen                                                        | Jerusalem         | Israel       | 1         | 22        | [ 38 ]             |
| 30. Nov. | Selbstmordattentat auf Polizeifahrzeug und Polio-Impfzentrum                                    | Quetta            | Pakistan     | 3 (+1)    | 27        | [ 39 ]             |
| 30. Nov. | Sprengstoffanschlag auf Madrasa                                                                 | Aybak             | Afghanistan  | 15        | 20        | [ 40 ]             |